# Układ napędowy roweru
Układ napędowy roweru – zespół elementów roweru przekształcający pracę mięśni rowerzysty w ruch roweru.

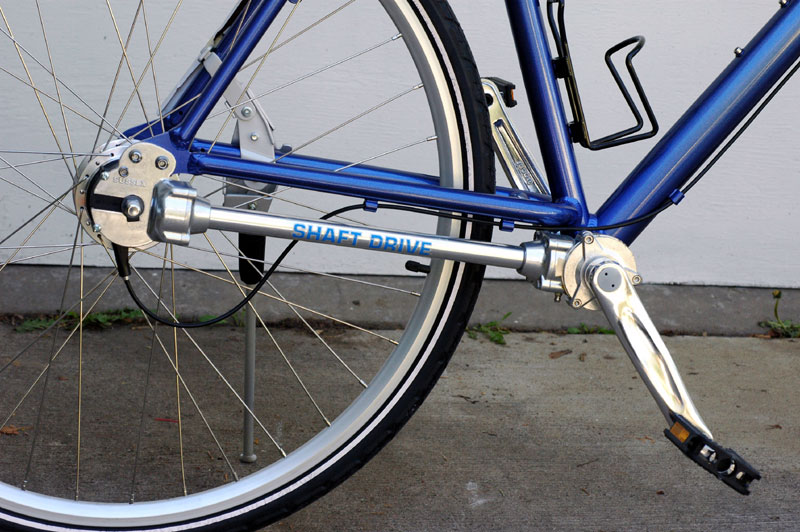
przeniesienie napędu w rowerze za pomocą wałka

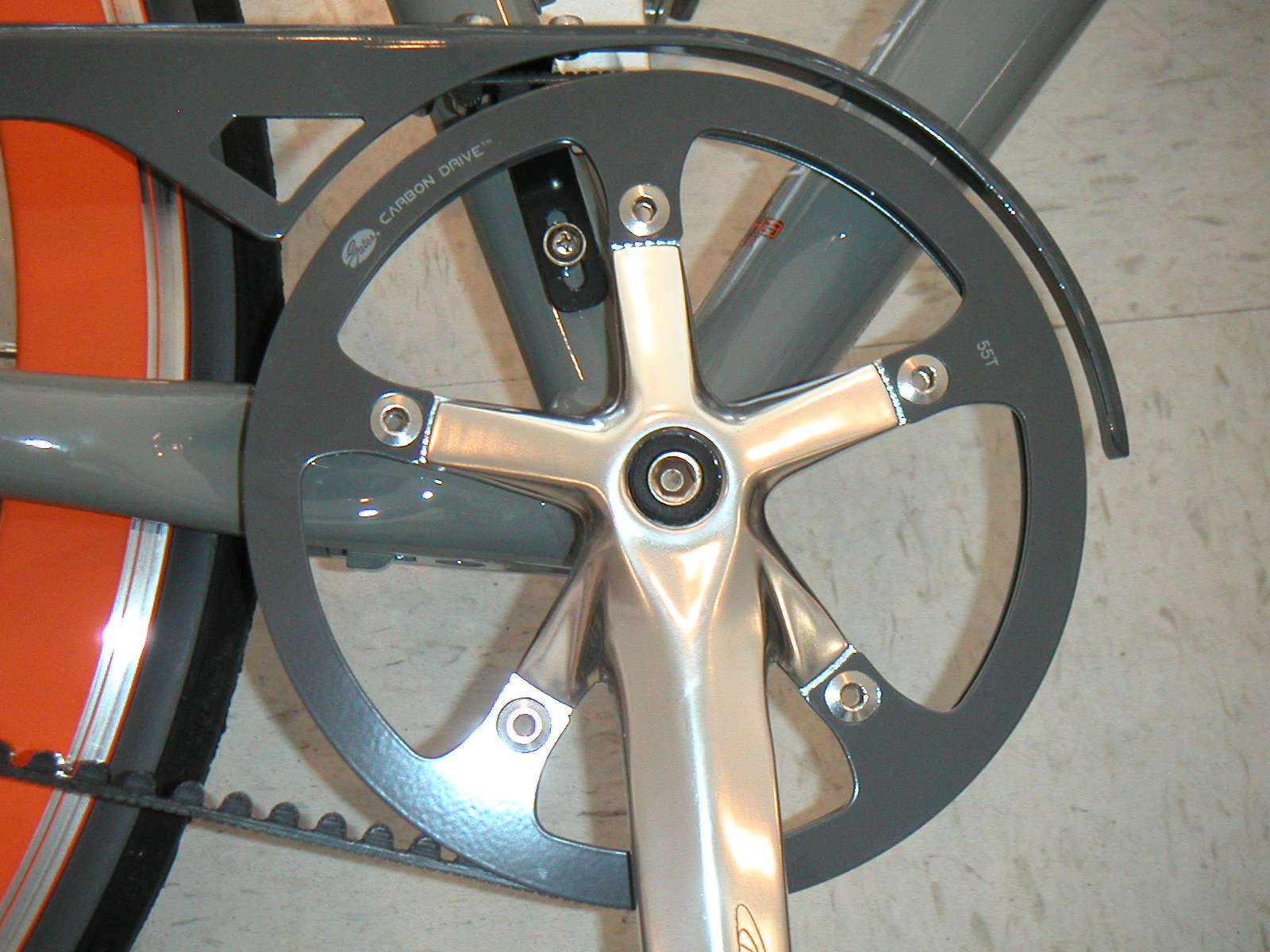
przeniesienie napędu za pomocą paska zębatego

Większość rowerów ma układ napędowy oparty na przekładni łańcuchowej. Mniej popularne są napędy oparte na pasku zębatym (belt drivetrain), a jeszcze mniej popularny jest napęd za pomocą wałka (shaft drivetrain). Próbowano także adaptować do tego celu rozmaite przekładnie cierne, lecz bez większego powodzenia. Niektóre rodzaje rowerów (jednokołowe i dziecięce, a także historyczne) mają skrajnie uproszczony układ napędowy, w którym pedały i korby są połączone bez żadnych przekładni bezpośrednio z osią napędzanego koła.
Najczęściej rower jest napędzany nożnie, poprzez cykliczne, kołowe ruchy nóg rowerzysty. Istnieją też napędy, w których zamiast ruchów kołowych wykonuje się naprzemienne ruchy posuwisto-zwrotne, jednak są one bardzo rzadko spotykane. Równie rzadko spotykane są napędy rowerowe przystosowane do rąk (handbike). Tego rodzaju napędy są jednak czasami stosowane w wózkach inwalidzkich.

## Konstrukcja
Typowy układ napędowy roweru dający możliwość zmiany biegów składa się z:
- dwóch skierowanych do siebie pod kątem 180° i znajdujących się po dwóch stronach ramy korb, do których są przymocowane pedały,
- pedałów, na które naciska się nogami, wprawiając cały układ w ruch,
- korb połączonych ze sobą ułożyskowanym wałkiem suportowym (nazywanym tradycyjnie osią),
- zestawu kół łańcuchowych, zwanych przednimi zębatkami (od jednej do 3) po jednej, zwykle prawej, stronie, przymocowanego do suportu,
- łańcucha przenoszącego ruch do kół łańcuchowych piasty koła (tylnych zębatek),
- tylnych zębatek (od jednej do 13)[1], które są połączone z tylną piastą za pomocą wolnobiegu lub bębęnka. W tym drugim przypadku tylne zębatki są połączone w jeden element zwany kasetą.

Bardziej innowacyjny układ napędowy roweru może zamiast łańcucha mieć pas, wał lub linkę.

## Zmiana biegów
Zmiana przełożeń w takim napędzie jest możliwa poprzez przerzutki zmieniające położenie łańcucha na zespole zębatek. Przerzutka sterowana jest poprzez linkę od ręcznej manetki.
Współcześnie układy napędowe rowerów dają możliwość zmiany przełożeń od 3 do nawet 30 biegów. W zębatkowych systemach  przerzutek liczba możliwych przełożeń jest iloczynem liczby przednich i tylnych zębatek. Typowy rower górski ma zwykle 3 zębatki przednie i od 7 do 10 tylnych, co daje 21 do 30 przełożeń. Rowery szosowe bardzo długo miały zatwierdzony przez UCI stały zestaw 10 przełożeń (dwie zębatki z przodu i pięć z tyłu). Obecnie jednak zasady te zliberalizowano i liczba przełożeń dostępnych w rowerach szosowych przewyższyła nawet ich liczbę w rowerach górskich. Obecnie niektóre, profesjonalne napędy szosowe składają się z dziesięciu zębatek tylnych i 3 przednich, co daje 30 różnych biegów, albo 2 przednich i 11 tylnych. Większość rowerów szosowych ma jednak 8-10 zębatek tylnych i 2 przednie.

## Odmiany napędów
Nie każdy rower ma wszystkie wspomniane elementy układu napędowego i istnieją ich uproszczone wersje:
- napęd torpedo (zwany też czasem napędem dynamo) posiada tylko jedną zębatkę tylną i jedną przednią. W tylnej piaście jest zamontowany mechanizm wolnobiegu umożliwiający kręcenie się do przodu tylnej piasty przy zatrzymanej tylnej zębatce. Mechanizm ten umożliwia uruchomienie hamulca w piaście przez kręcenie pedałami do tyłu. Napędy torpedo z hamulcem nie mogą mieć zewnętrznych przerzutek istnieją jednak jego wersje z przekładniami montowanymi wewnątrz piasty
- ostre koło – w którym tylna zębatka jest bezpośrednio połączona z osią tylnej piasty.

## Lista napędów szosowych i górskich
Napędy szosowe i górskie są obecnie produkowane przez kilka firm, z których najważniejsze to japońska Shimano, amerykańska SRAM oraz włoska Campagnolo. Oprócz tego istnieje kilkanaście mniejszych firm amerykańskich i europejskich specjalizujących się w produkcji drogich napędów do rowerów górskich (FSA, Orbit, Azonic, Ritchey, Bees i wiele innych) oraz liczna rzesza producentów z Tajwanu oferujących w większości napędy do tanich rowerów.
Napędy różnią się użytymi materiałami jakością i precyzją wykonania, zakresem i liczbą przełożeń, szczegółami technicznymi budowy piast, zębatek, przerzutek i manetek oraz trwałością i masą. Większość producentów tworzy z części składających się na napęd tzw. grupy osprzętu, w ramach których wszystkie części są ze sobą w pełni zgodne i są one porównywalne jakościowo, tworząc kompletny napęd odpowiadający jakością całej grupie. Części z różnych grup, a nawet od różnych producentów, można z sobą zwykle mieszać, gdyż większość z nich stosuje podobne normy i wymiary. Czasami jednak zdarza się, że pewne części do siebie nie pasują.